# Nicolas Eymerich
Nicolas Eymerich, in catalano Nicolau Aymerich (Gerona, 1320 – Gerona, 4 gennaio 1399), è stato un teologo e religioso spagnolo.

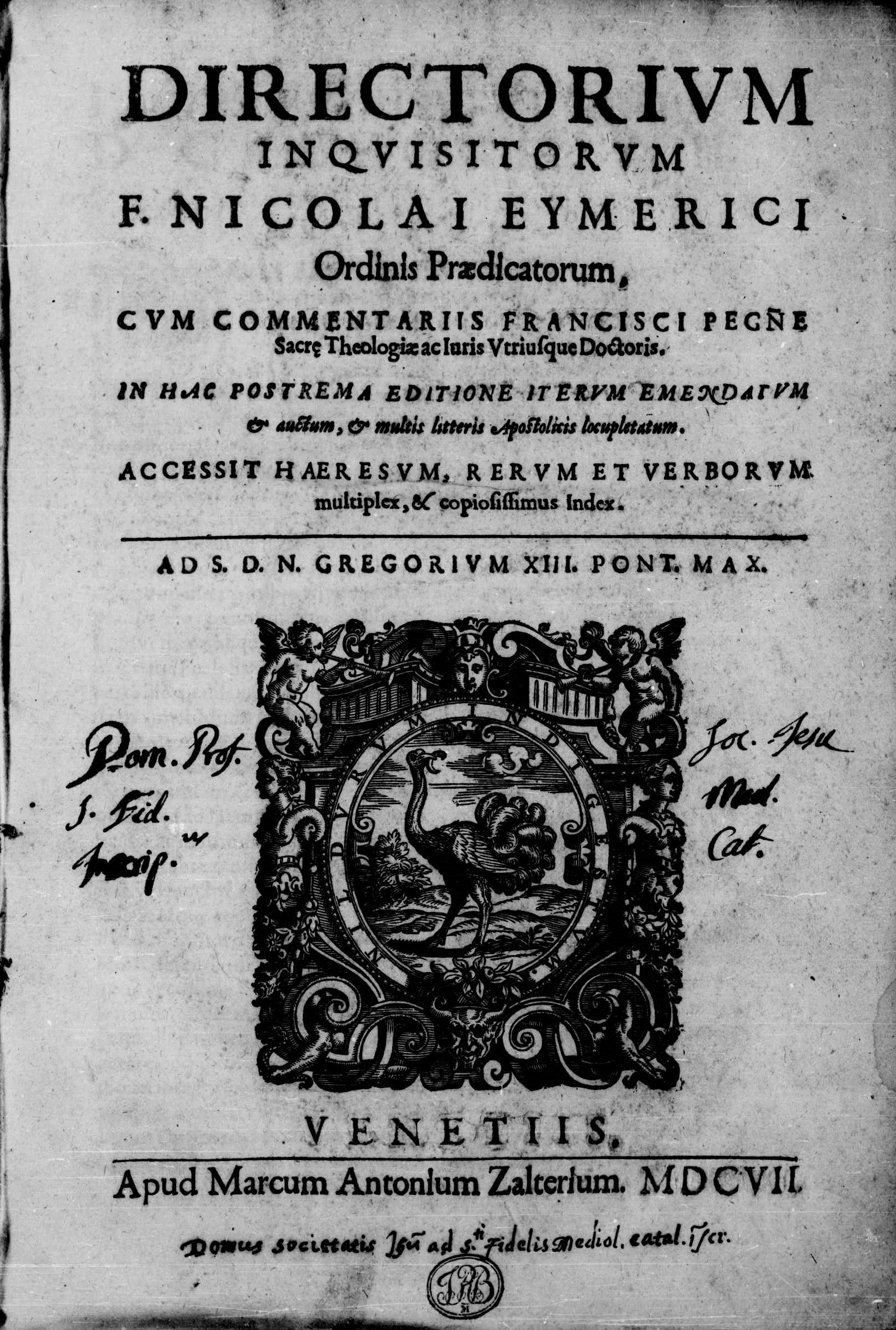
Directorium inquisitorum

Appartenente all'ordine dei Domenicani, egli fu Inquisitore generale dell'Inquisizione della Corona d'Aragona nella seconda metà del XIV secolo. È principalmente ricordato per aver scritto il Directorium inquisitorum  un manuale destinato all'uso dell'Inquisizione completato nel 1376.

## Biografia
Nicolas Eymerich nacque a Gerona nel 1320. Entrò nel locale convento dei Domenicani il 4 agosto 1334; qui durante il suo noviziato fu istruito in teologia dal frate Dalmazio Moner. Al fine di completare i suoi studi, si recò a Tolosa e poi a Parigi, dove nel 1352 ottenne il dottorato. Tornò al monastero di Girona dove sostituì Moner come maestro di teologia.
Dopo la nomina di Nicola Roselli a cardinale (1357), Eymerich lo sostituì come Inquisitore generale d'Aragona e dopo un anno venne investito del titolo onorifico di "Cappellano del Papa" come riconoscimento della sua abilità nel perseguire eretici e blasfemi. Tuttavia questo eccessivo zelo gli procurò delle inimicizie, tra cui quella del re Pietro IV d'Aragona, che nel 1360 lo rimosse dal suo incarico, a causa dell'interrogatorio dello spiritualista francescano Nicola Calabria. Parecchio risalto ottenne anche il processo all'ebreo Astruc Dapiera nel 1370, nativo di Barcellona e accusato di stregoneria: Dapiera fu condannato dall'Inquisitore generale a pentirsi pubblicamente in una cattedrale, per poi venire imprigionato a vita. Eymerich ordinò anche di perforare la lingua degli eretici con un chiodo, affinché non bestemmiassero più.
Eymerich nel 1362 venne eletto Vicario generale dei Domenicani di Aragona. Questa elezione venne tuttavia contestata da padre Bernardo Ermengaudi, il quale, sostenuto politicamente da re Pietro IV d'Aragona, intraprese una lunga disputa con lo stesso Eymerich. Quando i due vennero chiamati al cospetto del Papa per risolvere la contesa, papa Urbano V annullò l'elezione di Eymerich poiché l'ufficio di Vicario Generale era in contrasto con l'incarico di Inquisitore generale. Tuttavia il Pontefice decise di non confermare padre Ermengaudi, ma scelse un terzo candidato neutrale, Jacopo Dominici.
L'ostilità di re Pietro IV nei confronti di Eymerich si intensificò nel 1366 quando l'Inquisitore iniziò a contestare le opere di Raimondo Lullo e a perseguitarne i seguaci. Il Re proibì così ad Eymerich di predicare nella città di Barcellona, ma l'inquisitore gli disobbedì e di nascosto appoggiò la rivolta della diocesi di Tarragona contro il monarca. Questo conflitto terminò intorno al 1376, quando il governatore locale radunò 200 cavalieri e circondò il monastero domenicano dove risiedeva Eymerich, che riuscì però a sfuggire alla cattura rifugiandosi alla corte di papa Gregorio XI ad Avignone.
Durante la permanenza in questa città Eymerich scrisse e completò la sua opera più famosa, il Directorium inquisitorum. Nel 1377, accompagnò papa Gregorio XI a Roma, dove rimase fino alla sua morte nel 1378. Nello scisma che si venne a creare, Eymerich si schierò con l'antipapa Clemente VII, per poi tornare, verso la fine del 1378 ad Avignone. In quella città, Eymerich entrò in conflitto con san Vincenzo Ferreri, poiché credeva che il sacerdote domenicano avesse iniziato a simpatizzare con papa Urbano VI, il papa in opposizione a Clemente VII.

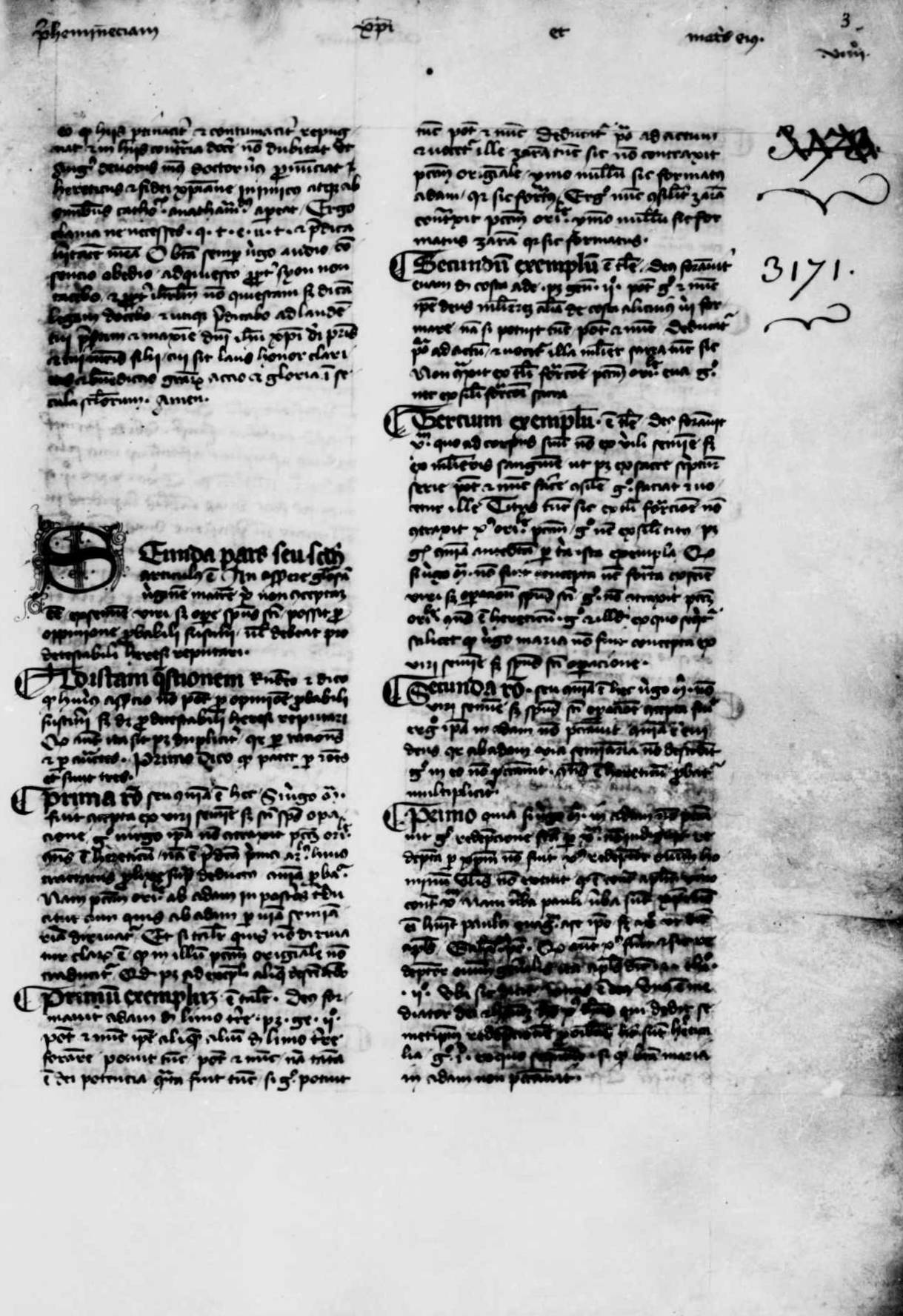
Raccolta di tredici trattati scritti da Eymerich. Manoscritto, XIV-XV secolo. Parigi, Biblioteca nazionale di Francia.

Eymerich nel 1381 tornò in Aragona, dove scoprì che in sua assenza Bernardo Ermengaudi aveva assunto l'incarico di Inquisitore generale. Eymerich si rifiutò di riconoscere ad Ermengaudi tale carica, e nel 1383, in qualità di Inquisitore generale, vietò il possesso agli abitanti di Barcellona delle opere di Raimondo Lullo. Furioso, re Pietro IV condannò Eymerich alla pena di morte per annegamento, ma la regina Eleonora di Sicilia riuscì a commutare la pena in esilio permanente. Ancora una volta Eymerich ignorò la sentenza del sovrano e rimase nella sua terra natale, grazie soprattutto al sostegno del figlio di Pietro, Giovanni.
Re Pietro IV morì nel 1387 e gli successe Giovanni I il cacciatore, che riconobbe l'autorità di Eymerich come Inquisitore generale. In un primo momento il re favorì la repressione dei Lulliani fino al 1388, quando Eymerich accusò l'intera città di Valencia di eresia. Re Giovanni I dovette intervenire per liberare dalla prigionia il Cancelliere dell'Università (il segretario del Comune). Il re chiese alla Chiesa di arginare la violenza di Eymerich e che le opere di Lullo fossero riabilitate.
Dopo la vicenda di Valencia, Eymerich cercò riparo in una chiesa per proteggersi dalle rappresaglie di re Giovanni, ma due anni più tardi si ritirò nuovamente ad Avignone, dove rimase fino alla morte di Giovanni I. Lì Eymerich si dedicò alla difesa della legittimità di Clemente VII come papa e vi rimase anche dopo la sua morte, avvenuta nel 1394, quando diede il suo sostegno al successore di Clemente, l'antipapa Benedetto XIII. Dopo la morte di re Giovanni nel 1396, Eymerich tornò al monastero domenicano di Girona, dove rimase fino alla sua morte il 4 gennaio 1399. Il suo epitaffio lo descrive come "veridicus praedicator, inquisitor intrepidus, doctor egregius".

## Riferimenti nei media
La sua figura ha ispirato il protagonista di una serie di romanzi dello scrittore Valerio Evangelisti.

È inoltre presente, come altri personaggi storici reali, nel romanzo La cattedrale del mare di Ildefonso Falcones.

## Opere
- Il manuale dell'inquisitore, 1376; (a cura di L. Sala-Molins), Roma, 2000

### Manoscritti
- In isto volumine sunt terdecim tractatus compositi per magistrum Nicholaum Eymerici ordinis predicatorum..., XIV-XV secolo, Paris, Biblioteca nazionale di Francia, Fonds latin, Lat. 3171.

### Saggi
- E. Grahit. El inquisidor fray Nicolas Eymerich, Girona, 1875
- J. Brugada I Gutiérrez-Ravé. Nicolau Eymerich i la polèmica inquisitorial, Barcellona, 1998